# Diga di Agigawa
La diga di Agigawa (阿木川ダム?, Agigawa damu) è una diga costruita sul sistema idrografico del fiume Kiso, localizzata nel quartiere di Higashino della città di Ena, nella prefettura di Gifu, in Giappone. 

## Storia
Il fiume Agigawa si collega al fiume Kiso appena sotto la diga di Ōi, scorrendo attraverso un bacino con 2,000 mm di precipitazioni annue abbastanza elevate, ed è usato da tempo dalla regione di Tōnō nella prefettura di Gifu (che include le città di Ena e Nakatsugawa) per l'acqua potabile e l'acqua ad uso industriale. Tuttavia, nei periodi di pesanti precipitazioni, il fiume Agigawa tracimava rapidamente, inondando l'area circostante. Il fiume scorre attraverso la città di Ena, rendendo difficile la costruzione di argini artificiali; anche l'autostrada Chūō e la Linea principale Chūō della Central Japan Railway Company attraversano il fiume, il che portava ad un'accresciuta domanda di misure di sicurezza per il controllo delle piene.
Anche la domanda di acqua potabile per Nagoya e l'area metropolitana di Chūkyō (dovuta al boom della popolazione nel dopoguerra), come pure di acqua per uso industriale per le aree industriali di Tōkai e di Chūkyō. I tentativi di soddisfare la domanda idrica della prefettura di Aichi risultarono scarsi,  con la diga di Makio sul fiume Ōtaki che da sola si rivelò insufficiente. L'acqua scarsegtiava anche nella regione di Tōnō della prefettura di Gifu, che si concentrava sulla città di Tajimi, a volte aggravandosi fino alla siccità vera e propria. Fu data priorità ai diritti esistenti di utilizzazione dell'acqua e a quelli di sfruttamento dell'acqua per la produzioje di energia idroelettrica, precludendo la possibilità di travasare acqua dal centro del fiume,  e costringendo alla creazione di molteplici piccoli invasi.
Con questi problemi in mente, il Ministero dell'Agricoltura e delle Foreste (ora Ministero dell'Agricoltura, delle Foreste e della Pesca) svelò il suo piano per costruire la diga di Agigawa allo scopo — tra le altre cose — all'Ufficio per lo sviluppo regionale del di assicurarsi nuovi diritti di utilizzazione dell'acqua per l'irrigazione della regione di Tōnō nella prefettura di Gifu. Nel 1967, il progetto fu approvato insieme all'Ufficio per lo sviluppo regionale del Ministero dell'Edilizia (ora Ufficio per lo sviluppo regionale di Chūbu del Ministero del Territorio, delle Infrastrutture, dei Trasporti e del Turismo), e nel 1969 furono redatti i piani di costruzione per una speciale diga multifunzionale. Il Kisogawa era già stato individuato per lo sviluppo delle risorse idriche in seguito alla Legge per la promozione dello sviluppo delle risorse idriche nel 1966, ma nel marzo 1973 il "Piano di sviluppo del sistema idrografico del fiume Kisogawa " fu parzialmente modificato, e il progetto fu ereditato dalla Società pubblica per lo sviluppo delle risorse idriche (ora Agenzia delle acque del Giappone (Japan Water Agency)).
Con questo, la costruzione della diga multifunzionale di Agigawa continuò, con l'obiettivo di far leva sia sul controllo delle oiene che sul migliore uso dell'acqua.

## Scopo
La diga di Agigawa era programmata inizialmente per essere completata nel 1985, ma si imbatté nell'opposizione di 30 famiglie nell'area di Higashino della città di Ena e nella città di Nakatsugawa (incluso l'ex villaggio di Iwamura) che dovevano essere sommerse come parte della creazione della diga. La diga era localizzata vicino alla parte principale della città di Ena, e anche qui i residenti si opponevano ad essa per la ragione che avrebbe disturbato gli eccellenti trasporti dell'area; i negoziati si impantanavano. In risposta, la diga fu dichiarata soggetta alla Legge sulle misure speciali per lo sviluppo delle aree verso le sorgenti fluviali, emanata nel 1973. Questo alzò l'ammontare dei finanziamenti per compensare le famiglie interessate dalla costruzione della diga, come pure i finanziamenti usati per sviluppare l'infrastruttura locale relativa allo sviluppo dell'area del bacino, il che contribuì a far avanzare negoziati, culminando nell'inizio della costruzione della diga principale. Dopo 21 anni, la diga fu completata nel 1990.
Quella di Agigawa è una diga in materiali sciolti impermeabile, riempita al centro di pietrame, con un'altezza originale di 100 metri che fu poi estesa fino a 102 metri, ma calò a 101,5 metri. Il sito della diga è curvo, e quando si vede dall'aria assomiglia a un arco.
Uno dei suoi scopi è il controllo delle piene attraverso le sezioni centrali e inferiori dei sistemi di Agigawa e di Kisogawa. Insieme alla diga di Maruyama (sul Kisogawa) e a un gruppo di altre dighe multifunzionali sul sistema del fiume Kisogawa, il livello standardizzato di scarico delle piene del progetto presso il monte Inuyama fu abbassato da 16.000 tonnellate al secondo di 3.500 tonnellate fino a 12.500 tonnellate al secondo. Un altro scopo è l'utilizzazione non specificata dell'acqua, che la diga di Agigawa consente mantenendo il corretto flusso ed ecosistema del Kisogawa, garantendo così gli abituali diritti di uso dell'acqua per i terreni coltivabili dell'area.
La diga di Agigawa, insieme alla diga di Makio e alla diga di Misogawa forniscono una fonte di acqua per la prefettura di Aichi, inclusa acqua potabile per la regione di Owari, la penisola di Chita, Nagoya, e la regione di Tōnō nella prefettura di Gifu Prefecture's Tōnō region, nonché acqua potabile e industriale alle città di Tajimi, Toki, Mizunami, Ena e Nakatsugawa.
La presenza della diga si avverte nei periodi di siccità, come in quella del 1994, quando l'acqua per la penisola di Chita fu interrotta per 19 ore in un solo giorno.

## Svago
Il lago artificiale creato dalla diga di Agigawa si chiama Agigawa-ko. Sulla riva destra della diga c'è un piccolo museo, un ristorante, un parco e altri impianti, che forniscono un punto di svago per la gente di Ena. Si possono godere i fuochi artificiali estivi e le fontane che preservano la qualità dell'acqua del lago. Sul fondo del lago si tenne un concerto prima che fosse riempito durante l'invasamento iniziale. Nel 2005 la diga di Agigawa fu nominata uno dei "Cento laghi di dighe selezionati" dal Centro d'ingegneria ambientale per le risorse idriche su raccomandazione della città di Ena, insieme alla diga di Ōi (sul Kisogawa).
La stessa area ospita numerose altre attrazioni come la gola di Ena, il castello di Iwamura (reso famoso nel racconto della "Dama del castello"), il Japan Taishō Village (un parco a tema), le città di Toki e Mizunami, che sono ben note per la produzione delle ceramiche di Mino e di Oribe; Magome-juku e Tsumago-juku, due stazioni sul Nakasendō, una strada che collegava Kyōto ed Edo; Meiji Mura e il castello di Inuyama. Molti visitatori vengono nell'area come meta turistica.
Per raggiungere la diga, si prende l'autostrada di Chūō dallo svincolo di Ena e, dopo la statale 19, ci si trasferisce sulla statale 257 dall'incrocio di Masaie, dirigendosi dritto verso Iwamura finché non si arriva alla diga. Se si viaggia con i mezzi pubblici, si deve prendere la Linea principale Chūō Main fino alla stazione di Ena, e poi trasferirsi sull'autobus della Tōnō Railways diretto verso la stazione di Tōnō, viaggiando per 15-20 minuti circa e scendendo dall'autobus a "Higashino Koujima".